# شلمزفورد (ماساچوست)
شلمزفورد (به انگلیسی: Chelmsford) شهرکی در شهرستان میدلسکس ایالت ماساچوست می‌باشد که در سال ۱۶۵۵ بنیان‌گذاری شده‌است. این شهرک در سرشماری سال ۲۰۱۰ میلادی، ۳۳٬۸۰۲ نفر جمعیت داشته‌است.